# هیجان (فیلم ۱۹۶۵)
هیجان (به انگلیسی: Thrilling) فیلمی ایتالیایی در سبک کمدی محصول سال ۱۹۶۵ است که در سه بخش و توسط سه کارگردان مختلف ساخته شده‌است.

## داستان فیلم
سه بخش: در اولی یک معلم دائماً نگران این فکر است که همسرش به او خیانت می‌کند. وقتی او به نزد یک روانشناس می‌رود به او اجازه می‌دهد که بفهمد ترسش مربوط به خیانت گهگاهی او به همسرش است. وقتی او ماجرای معشوقه اش را به همسرش می‌گوید، همسرش او را می‌بخشد. در بخش دوم یک زن شوهری دارد که او را با لباس یک شخصیت کمیک پوشانده است. در بخش آخر مجبور است شبش را در یک هتل رازآلود به خاطر خراب شدن خودرو خود بگذراند.